# TMEM42
TMEM42 (англ. Transmembrane protein 42) – білок, який кодується однойменним геном, розташованим у людей на 3-й хромосомі. Довжина поліпептидного ланцюга білка становить 159 амінокислот, а молекулярна маса — 16 991.
| 10         |  | 20         |  | 30         |  | 40         |  | 50         |
| ---------- |  | ---------- |  | ---------- |  | ---------- |  | ---------- |
| MAERPGPPGG |  | AVSATAYPDT |  | PAEFPPHLQA |  | GAMRRRFWGV |  | FNCLCAGAFG |
| ALAAASAKLA |  | FGSEVSMGLC |  | VLGIIVMAST |  | NSLMWTFFSR |  | GLSFSMSSAI |
| ASVTVTFSNI |  | LSSAFLGYVL |  | YGECQEVLWW |  | GGVFLILCGL |  | TLIHRKLPPT |
| WKPLPHKQQ  |  |            |  |            |  |            |  |            |

A: Аланін

C: Цистеїн

D: Аспарагінова кислота

E: Глутамінова кислота

F: Фенілаланін

G: Гліцин

H: Гістидин

I: Ізолейцин

K: Лізин

L: Лейцин

M: Метіонін

N: Аспарагін

P: Пролін

Q: Глутамін

R: Аргінін

S: Серин

T: Треонін

V: Валін

W: Триптофан

Локалізований у мембрані.